# Manoir du Pont-Créon
Le manoir du Pont-Créon est un ancien manoir situé à l'ouest du centre-ville actuel de Caen, dans le quartier Saint-Ouen. Le bâtiment est inscrit aux monuments historiques depuis le 1er juin 1927.

## Localisation
Le manoir est situé au no 41 de la rue du Pont-Créon. Le manoir se trouve à l'angle de deux axes, la rue du Pont-Créon formant un coude à 90°, à l'intersection avec la rue du Mesnil.
Il se trouvait à l'origine  le long de la rivière Petit-Odon, couverte au XIXe siècle, au niveau du pont qui a donné son nom à la rue. Se rejoignaient à cet endroit, une voie partant vers Bretteville-sur-Odon, une autre rejoignant le moulin de Saint-Ouen (situé sur le Grand-Odon) et une autre se dirigeant vers le couvent des Capucins (actuel établissement public de santé mentale de Caen), vers la place Villers.
Le hameau faisait partie du village de Villers, lui-même dépendant du Bourg-l'Abbé (dépendance de l'abbaye aux Hommes, dit aussi Saint-Étienne de Caen). L'abbaye Saint-Étienne aurait obtenu ce domaine par attribution de Guillaume le Conquérant. D'abord nommé Pont-Ozouf, il tiendrait son nom actuel du sieur Crion(t) qui vers 1255 l'aurait reçu, moyennant redevances à l'abbaye. Le secteur autour du manoir du Pont-Créon n'est vraiment urbanisé que dans la seconde partie du XXe siècle.

## Histoire
Dès le XVe siècle, le domaine du Pont-Créon était clos partiellement de murailles.
Le manoir fut érigé en 1599 par le sieur ou seigneur de La Motte, l'inscription GO DE LA MOT 1599 étant visible sur le bâtiment. Il s'agit peut-être de Georges de La Motte ou du lieutenant général au bailliage et siège présidial (Maire) de Caen Nicolas Guillaume de la Motte, seigneur des terres et du château de Canchy (ex-Caenchy), près d'Isigny.
Sur le plan de Caen de 1672 par François Bignon, le manoir du Pontcreyon figure.
Récemment, en 1939, le no 8 de la rue semble avoir hébergé une Société normande de blanchisserie, ainsi que la société Lapouza et Cie, qui créa dans la rue du Pont-Créon, après 1934 un lotissement de maisons à loyer modéré dans le cadre de la loi Loucheur. D'ailleurs tout au long du XIXe siècle, ce fut un repaire de familles entières de blanchisseurs (puis « lessiviers ») qui semblent avoir profité de la présence du Petit-Odon qui coulait le long de la propriété et a été couvert au XXe siècle. Il y avait à proximité la rue du Blanc et la rue des Teinturiers. Les familles Vauquelin, Groult, Loison et Huard y étaient parmi les blanchisseurs de père en fils ou de mère en fille.
Le manoir portant à l'époque le numéro 8, rue du Pont-Créon était aussi le siège d'une ferme. Parmi ses occupants, prospérèrent Auguste-François Deverre et son épouse Maria-Eugénie Groult, de 1867 à 1920 (elle, blanchisseuse), date de décès de cette dernière. Ils l'avaient acquise avec les terres agricoles et herbages qui l'entouraient, au lendemain de leur mariage, le 29 octobre 1867, pour 22 000 francs, devant le notaire Bellanger à Caen, après l'avoir exploitée et louée comme cultivateurs durant plusieurs années à Madame Marie-Amélie Paisant-Descoutures (ou Découture) (1823 Caen- 1874 Rots), auprès du bien-connu notaire caennais protestant Sophronyme Eugène Gustave Beaujour et de son épouse Claire Paisant-Descoutures. Marie-Amélie, selon le bulletin édité en 1957 de la Société des antiquaires de Normandie, en avait hérité après le 30 octobre 1852, date de décès de sa mère Marie-Antoinette Paisant-Descoutures, cette dernière par son mariage en 1817 avec son oncle Jean-Guillaume du même nom.

## Architecture
Le manoir comporte une belle porte d'entrée, un pavillon à toit pyramidal et un grand colombier (pigeonnier). Ce colombier, trouvé vétuste par Lapouza et Cie, fut raccourci en 1937. Une porte cochère élégante figurant sur de nombreuses photos de 1902 a été détruite par les allemands durant l'Occupation de 1940-1944

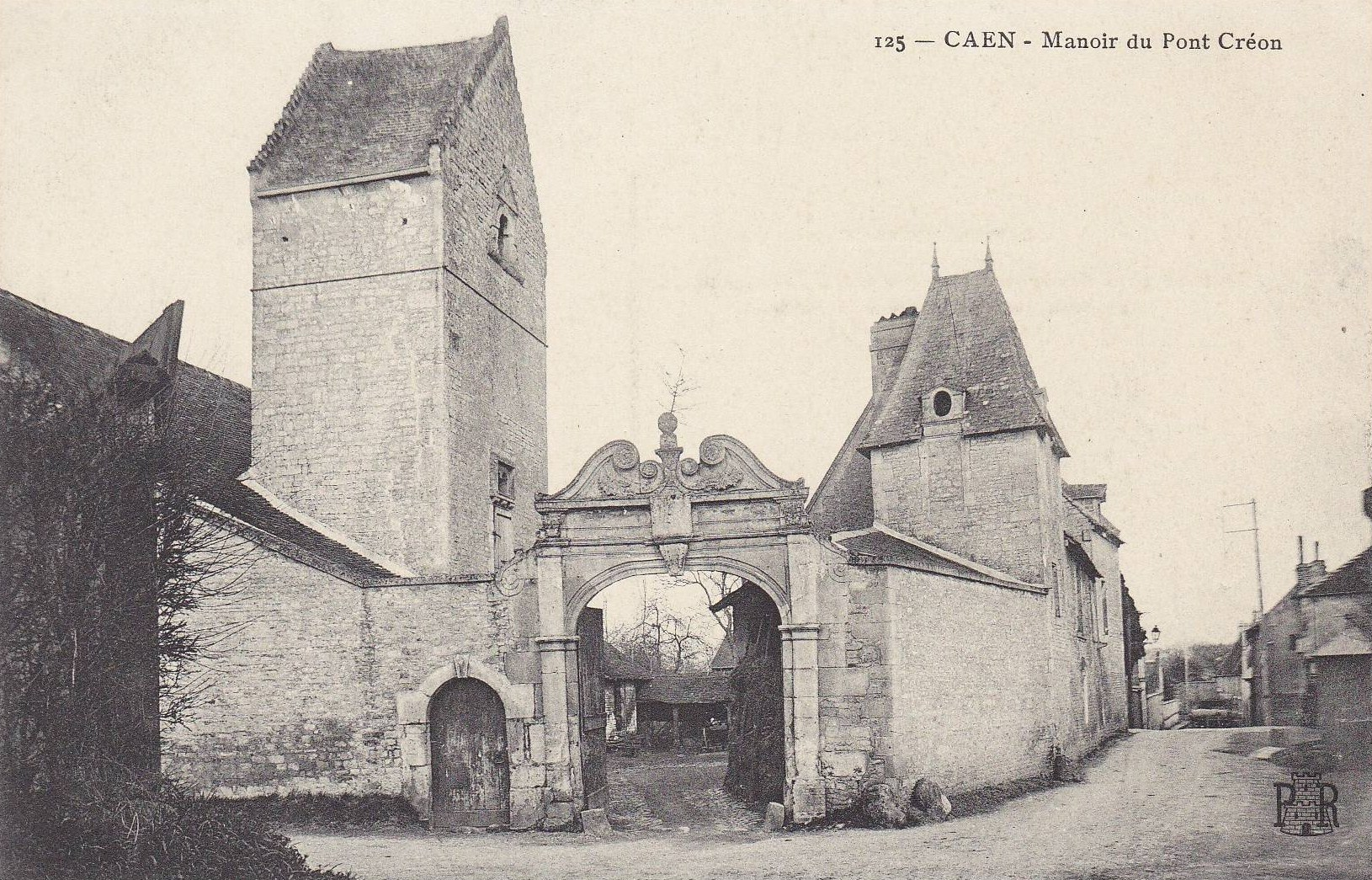
Le manoir au début du XX

.